# Vadnejåkka
Vadnejåkka of Vadnejoki (Samisch: Vadninjohka) is een rivier annex beek, die stroomt in de Zweedse  gemeente Kiruna. Het riviertje voedt en ontwatert het Vadnemeer (Vadnejaure of Vadninjávri) en stroomt het Zuidelijke Stalomeer in.
Afwatering: Vadnejåkka  → Zuidelijke Stalomeer → Stalojåkka → Torneträsk → Torne → Botnische Golf